# Gatsibo (Gatsibo, Sektor)
Gatsibo (Kinyarwanda Umurenge wa Gatsibo) ist einer von 14 Sektoren im Distrikt Gatsibo in der Ostprovinz von Ruanda.

## Geographie
Gatsibo hat eine Fläche von 61,35 km² und liegt auf einer Höhe von etwa 1550 m. Der Sektor unterteilt sich in die fünf Zellen Gatsibo, Manishya, Mugera, Nyabicwamba und Nyagahanga. Nachbarsektoren sind im Norden Ngarama, im Nordosten Kabarore, im Osten Gitoki, im Süden Kageyo, im Südwesten Ruvune und im Nordwesten Nyagihanga.

## Bevölkerung
Zur Volkszählung von 2022 betrug die Einwohnerzahl 40.940 Einwohner. Zehn Jahre zuvor waren es 36.690, was einem jährlichen Bevölkerungszuwachs von 1,1 Prozent zwischen 2012 und 2022 entspricht.

## Verkehr
Durch den Sektor verläuft etwa in Nord-Süd-Richtung die asphaltierte Nationalstraße 19. Von dieser gehen auf der Ostseite drei nicht asphaltierte District Roads ab.